# Het Oranjewoud

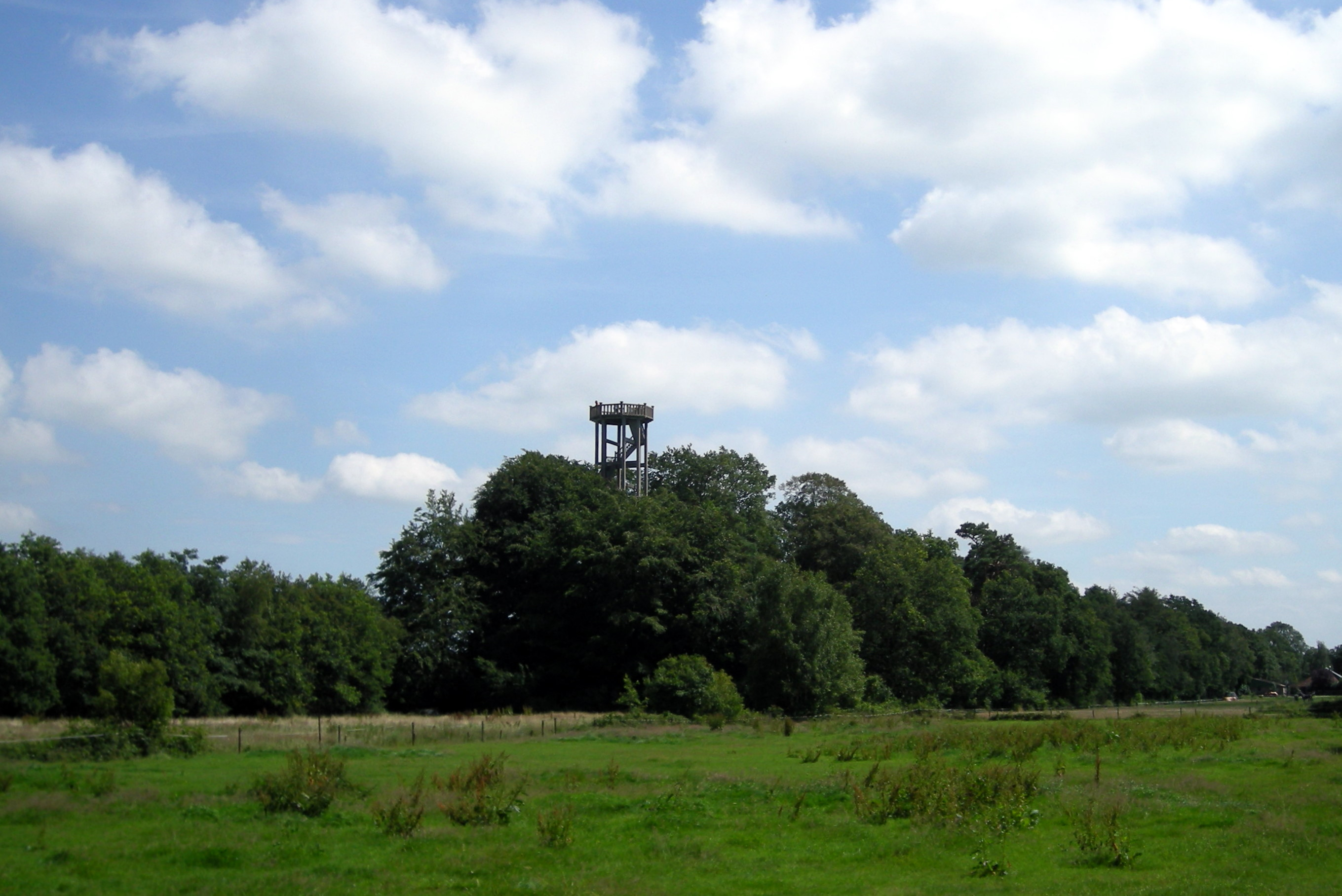
Omgeving Belvedère

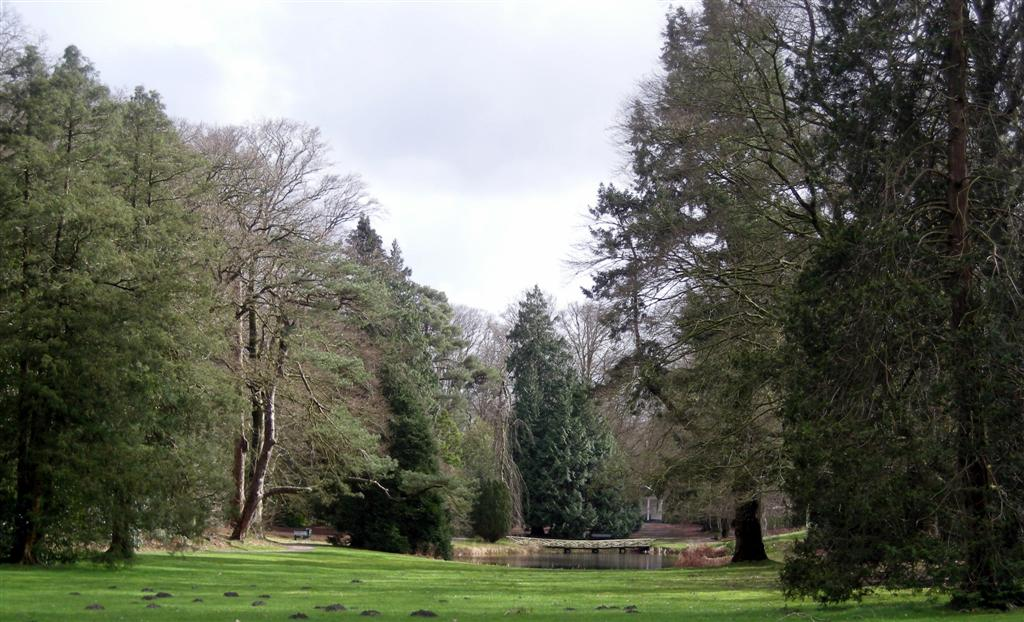
De Overtuin

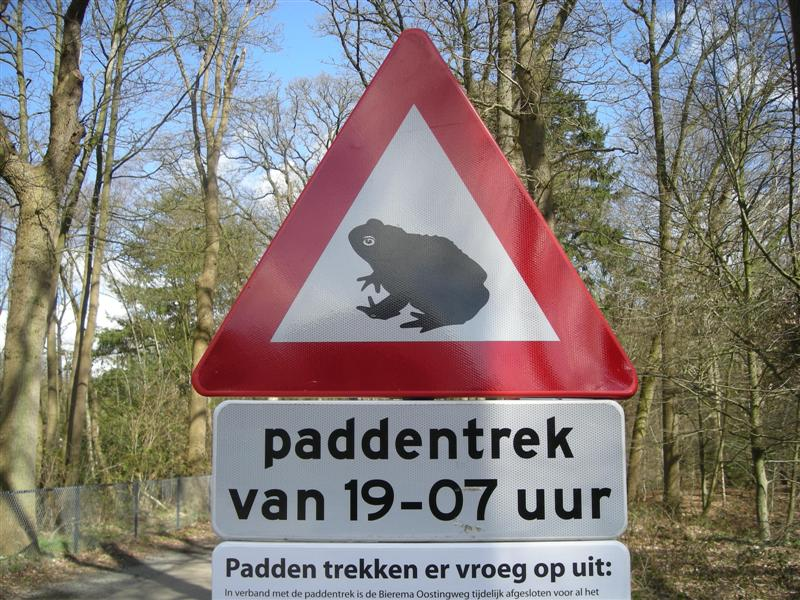
Paddentrek

Het Oranjewoud is een van rijkswege beschermd dorpsgezicht in Oranjewoud in de Nederlandse provincie Friesland. De procedure voor aanwijzing werd gestart op 3 augustus 2007. Het gebied werd op 29 juni 2012 aangewezen als beschermd dorpsgezicht. Het beschermd gezicht beslaat een oppervlakte van 585,3 hectare.
Panden die binnen een beschermd gezicht vallen krijgen niet automatisch de status van beschermd monument. Wel zal de gemeente het bestemmingsplan aanpassen om nieuwe ontwikkelingen in het gebied te reguleren. De gezichtsbescherming richt zich op de stedenbouwkundige en cultuurhistorische waardering van een gebied en wil het toekomstig functioneren daarvan veiligstellen.

## Parklandschap
Het Oranjewoud is een gebied met een historisch karakter ten oosten van Heerenveen. Een gedeelte van het dorp Oranjewoud ligt in het parklandschap. Het ligt ten zuidoosten van de Heerenveense woonwijk Skoatterwâld en ten noorden van de Schoterlandseweg met de dorpen Oudeschoot en Mildam. In het gebied ligt ook de buurtschap Brongerga. De koninklijke familie bezat lange tijd een paleis en landerijen in het gebied, waarin de oorsprong van de naam Oranjewoud ligt. Op de plek van het voormalige paleis staat nu Landgoed Oranjewoud. 

## Landgoederen (selectie)

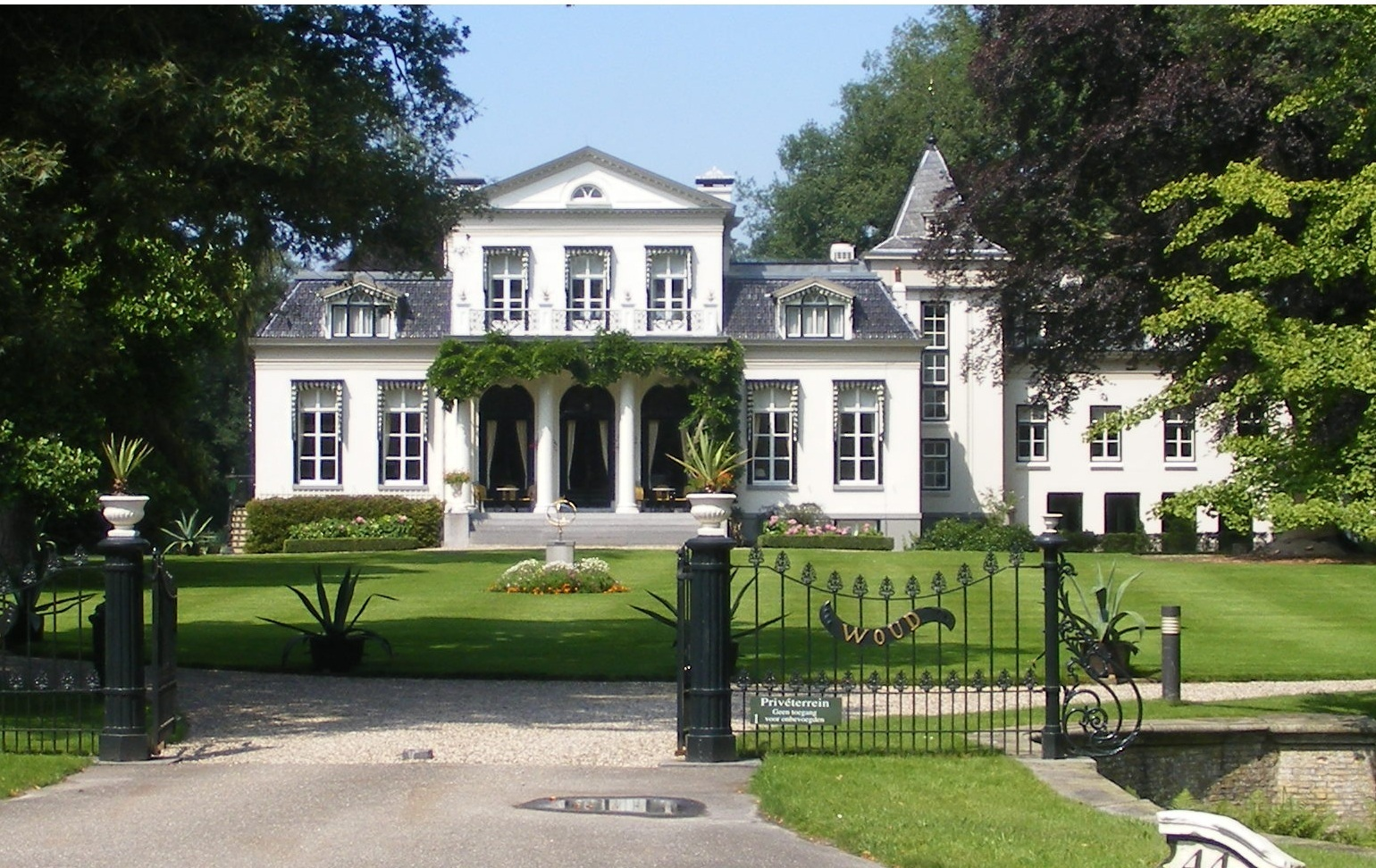
Landgoed Oranjewoud
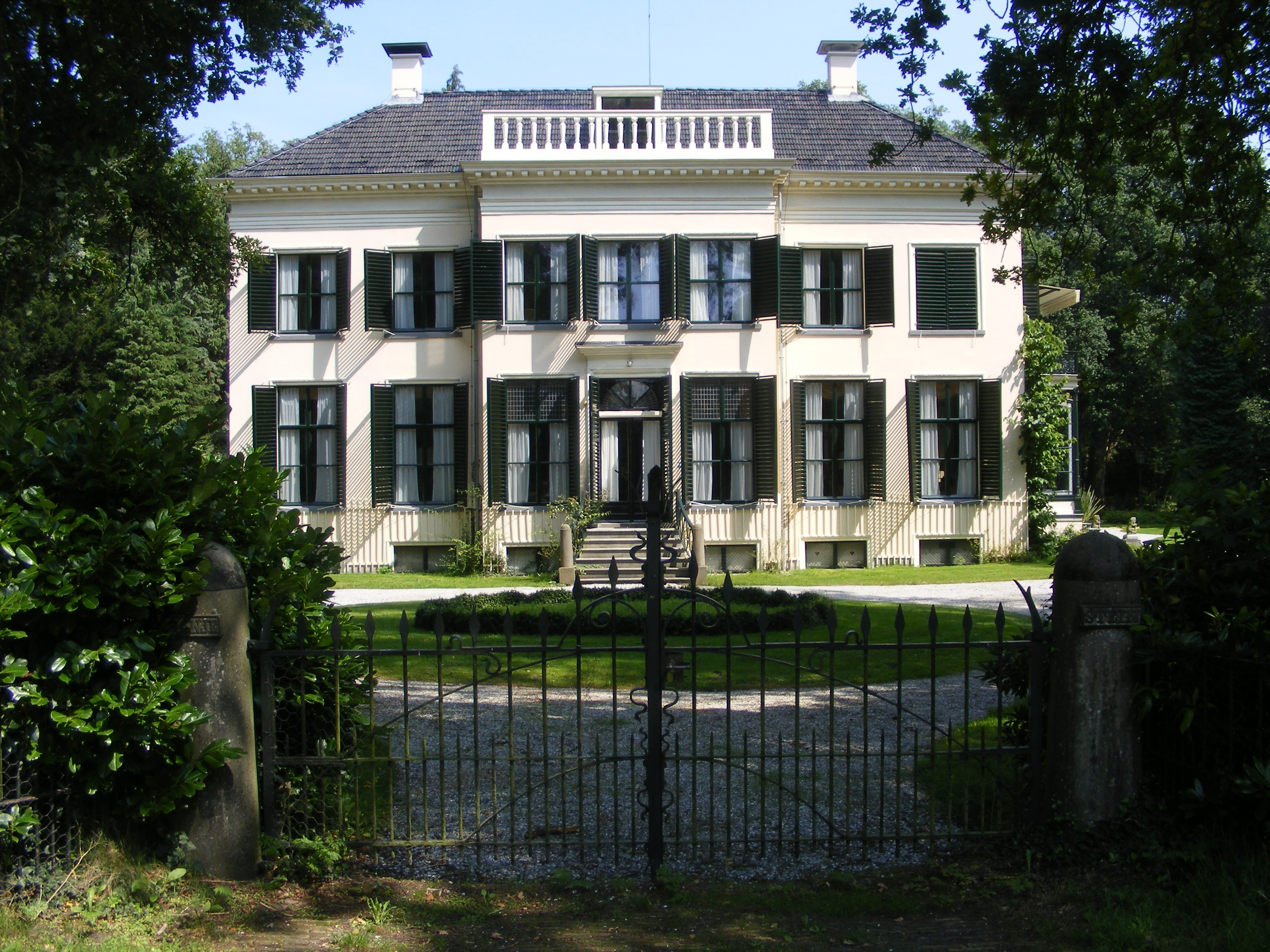
Oranjestein
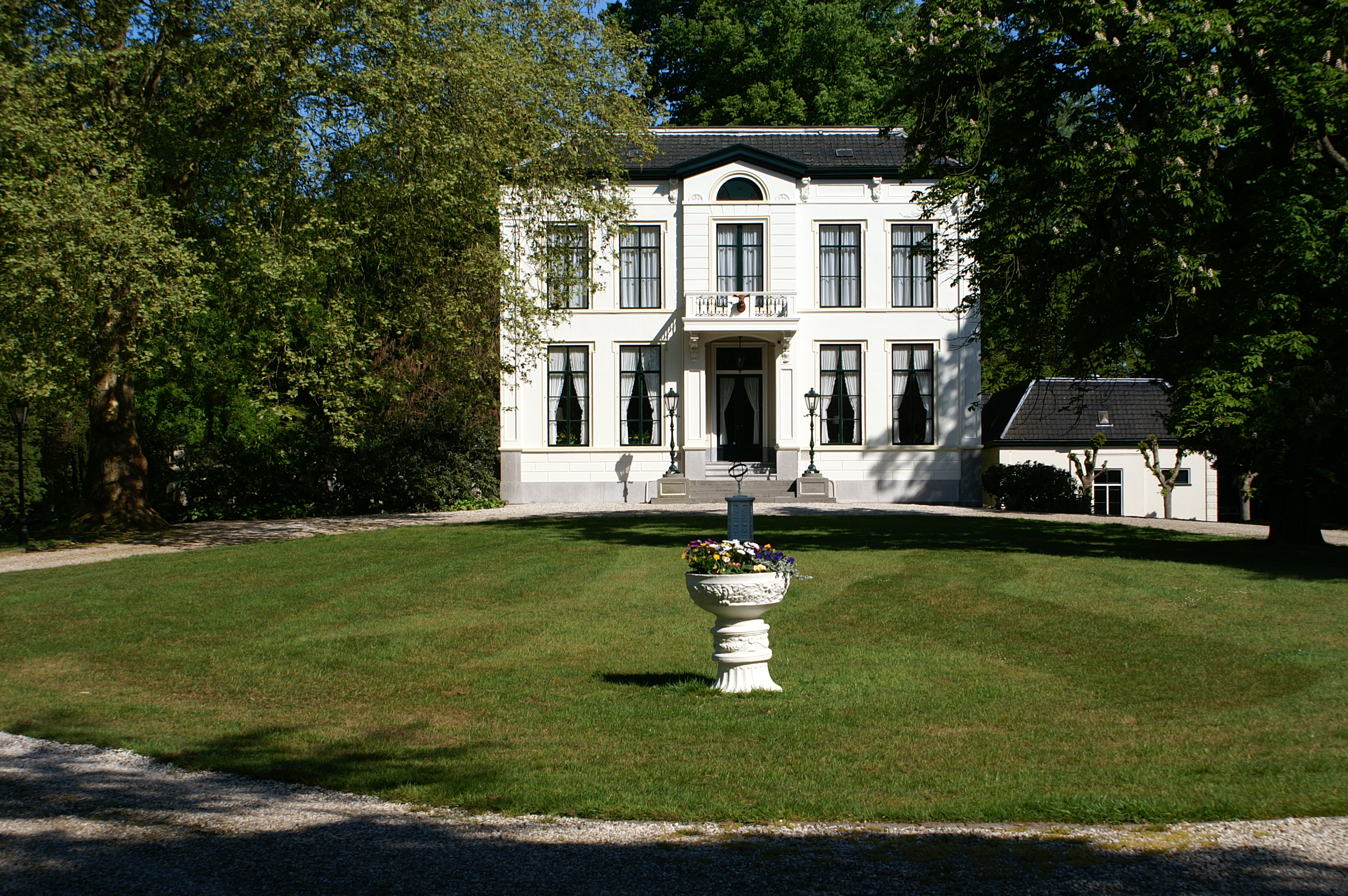
Klein Jagtlust

## Bezienswaardigheden

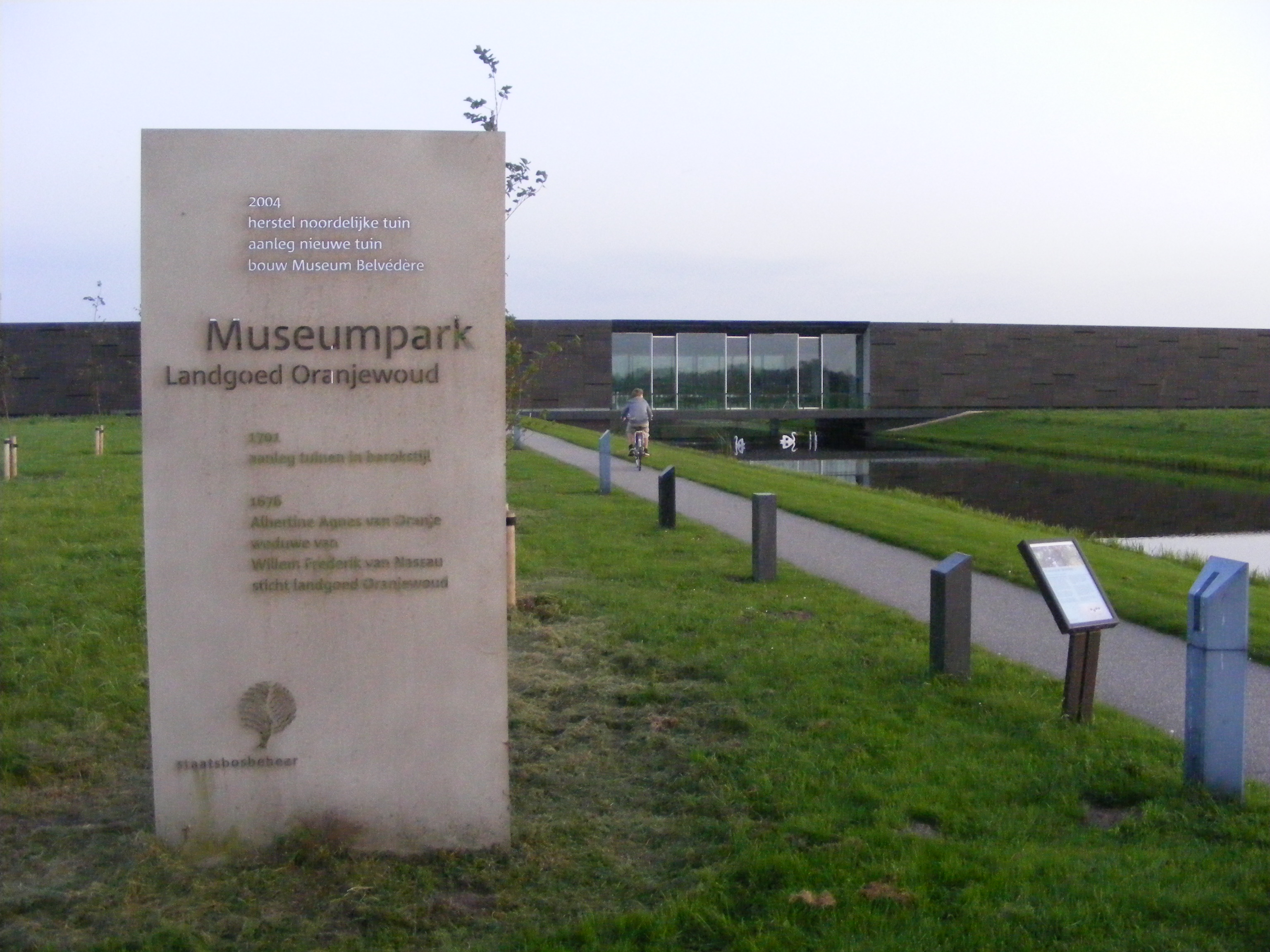
Museum Belvédère
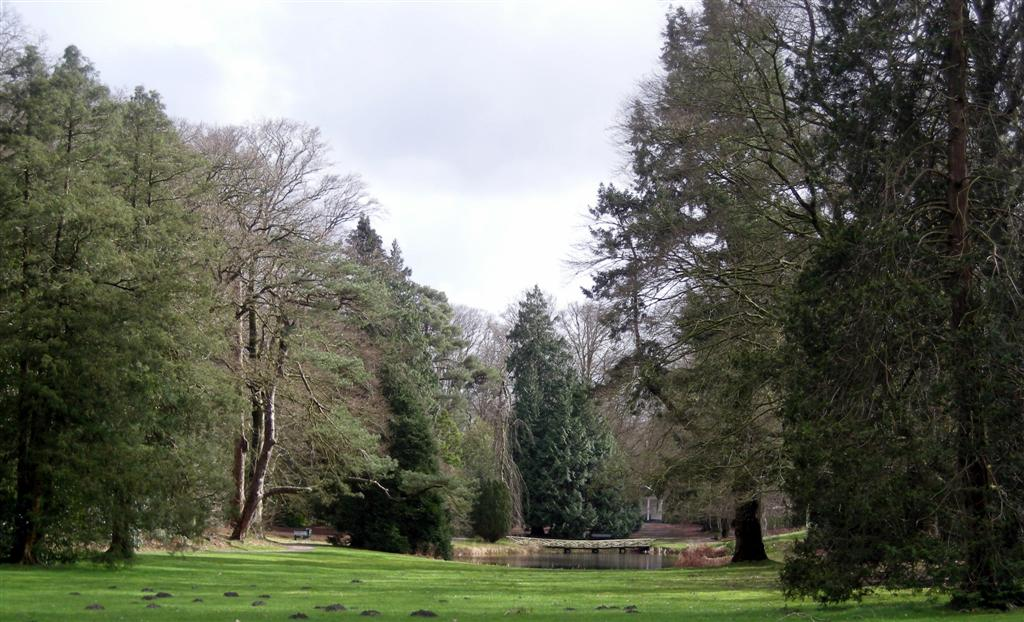
De Overtuin
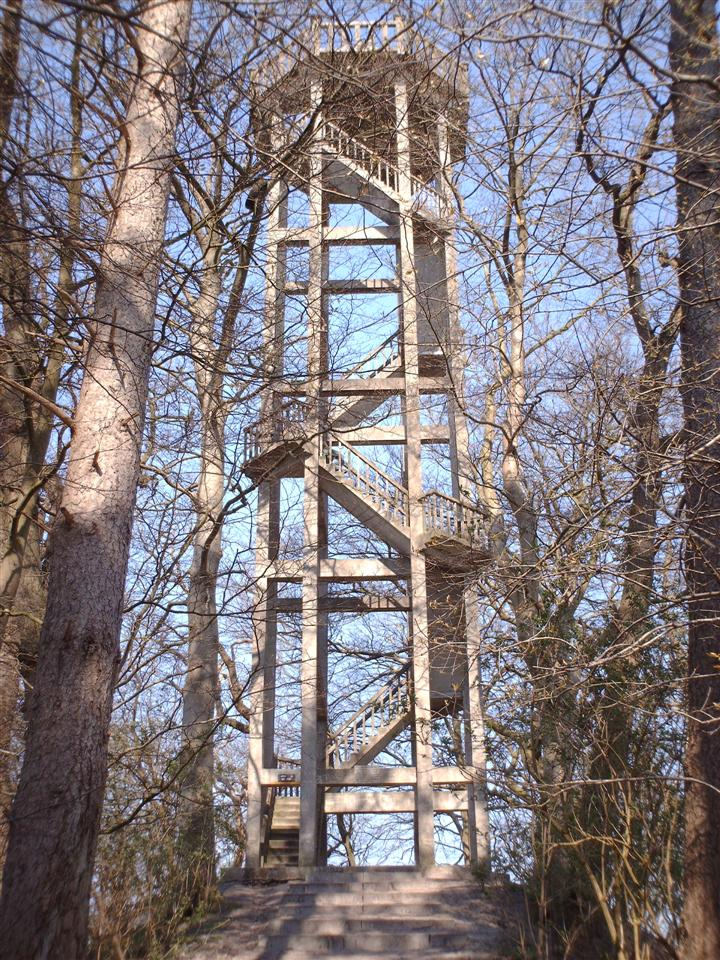
Belvedère of uitkijktoren